# Marc Perrodon
Pour les articles homonymes, voir Perrodon.
Marc Marie Jean Perrodon, né le 31 août 1878 à Vendôme (Loir-et-Cher) et mort le 22 février 1939 à Beauvais (Oise), est un officier de carrière et escrimeur français, ayant pour arme le sabre.

## Biographie
Admis à l'École spéciale militaire de Saint-Cyr au sein de la 83e promotion (1898-1900) d'élèves-officiers, il en sort officier de cavalerie. Capitaine en 1913, il sert aux armées pendant la Première Guerre mondiale. Il obtient la croix de guerre 1914-1918 avec deux citations et est intoxiqué par des gaz de combat le 18 juillet 1918. Il est fait chevalier de la Légion d'honneur en décembre 1918.
Le capitaine Perrodon est affecté à la division d'escrime du Centre d'Instruction Physique de Joinville en août 1919. Il est ensuite détaché au Service départemental d'éducation physique du département de la Seine. Il est promu chef d'escadrons en décembre 1925 avant de rejoindre en 1926 les troupes françaises en Syrie. En 1929, il est pensionné pour raisons médicales et affecté en tant qu'officier de réserve aux services spéciaux du gouvernement militaire de Paris.

## Carrière sportive
Le commandant Perrodon a été formé à l'école de Clery, l'illustre maître d'armes de l'École de cavalerie de Saumur. Il était également champion de tir au revolver.
Marc Perrodon participe aux épreuves individuelle et collective de sabre lors de trois éditions des Jeux olympiques d'été. En Jeux olympiques d'été de 1908 à Londres, il termine quatrième du concours par équipes. Il remporte une médaille d'argent dans l'épreuve collective en Jeux olympiques d'été de 1920 à Anvers. De plus, il est présent lors des Jeux de 1924 à Paris et est arbitre international à ceux d'Amsterdam en 1928.
Le palmarès de Marc Perrodon, paru dans « l'escrime et le tir » de juin 1939 :
- 1907 : 1er au tournoi militaire de La Haye (sabre par équipe) et 1er au championnat de France militaire de tir au revolver.
- 1908 : Champion des officiers de France, membre de l'équipe de France aux JO de Londres, 1er au championnat de France militaire de tir au revolver
- 1909 : Champion de France militaire de sabre, 1er au tournoi international de sabre de Scheveningue (par équipe), 1er au tournoi d'Evreux de sabre.
- 1910 : Champion de France militaire de sabre, 1er au Challenge international de sabre (par équipe)
- 1911 : n'a pas participé aux compétitions
- 1912 : Champion de France, 1er au Challenge international militaire de sabre (par équipe), champion de France militaire de tir au revolver
- 1913 : Champion de France militaire de sabre, 1er au Challenge international de sabre par équipe
- 1914 : Champion des officiers de France et Champion de France, 1er au championnat militaire international de sabre par équipe, 1er au championnat civil international de sabre.
- 1919 : 1er aux éliminatoires en vue des Olympiades américaines.
- 1920 : Médaille d'argent en sabre par équipe aux JO d'Anvers, 1er au championnat militaire de France de tir au revolver
- 1922 : Champion de France, 1er par équipe au sabre et à l'épée au grand tournoi militaire international de Schéveningue, champion de France militaire de tir au revolver, remporte la coupe du Touquet par équipe.
- 1923 : 2e aux championnats militaire d'Europe à Paris et 2e au championnat du monde à La Haye, 1er au championnat militaire de France de tir au revolver et 1er au championnat militaire de France d'assaut au revolver
- 1924 : Champion de France militaire de sabre, champion de France de sabre, médaille de bronze aux JO de Paris (sabre individuel), 1er au championnat militaire de France de tir au revolver et 1er au championnat militaire de France d'assaut au revolver